# Distelöl

Allgemeine chemische Struktur von Fetten, wie Distelöl. Darin sind R^{1}, R^{2} und R^{3} langkettige Alkylreste (< 10 %) oder Alkenylreste (> 90 %) mit einer meist ungeraden Anzahl von Kohlenstoffatomen

Distelöl, auch Färberdistelöl, Safloröl, ist ein Pflanzenöl, das aus den Achänen (Früchten) der Färberdistel gewonnen wird. Durch Kaltpressung erhält man ein Speiseöl, durch Heißpressung ein technisch verwendbares Öl. Chemisch betrachtet sind beide Triglyceride. Das Rohöl wird aufgrund des kratzenden Geschmacks teilraffiniert. Je nach durchschnittlicher Zusammensetzung der Triglyceride unterscheidet man zwischen zwei Arten des Öls: eins mit höherem Anteil an veresterter Ölsäure (auch high oleic) und ein anderes, in dem veresterte Linolsäure (high linoleic) überwiegt.
Des Weiteren gibt es SL-Safloröl (SL steht für Structured Lipids), dessen Fettsäurezusammensetzung durch chemische oder enzymatische Veresterung des Triglycerids verändert wurde. Trotz seines hohen Gehaltes an Linolsäure-Resten ist Distelöl sehr stabil. Der geringe Anteil gesättigter Fettsäure-Reste macht es zu einem ernährungsphysiologisch hochwertigen Öl.
Auch andere Pflanzenöle werden als Distel(samen)öl bezeichnet, z. B. aus Nickender Distel (Carduus nutans), Ruthenischer Kugeldistel (Echinops ritro), Benediktenkraut (Cnicus benedictus), Mexikanischem Stachelmohn (Argemone mexicana) und Eselsdistel (Onopordum acanthium).

## Verwendung

### Küche
Da kaltgepresstes Distelöl nicht hitzebeständig ist, sollte es nicht zum Braten verwendet werden. Es eignet sich jedoch zum kurzen Dünsten oder Garen sowie als Salatöl. Häufig wird es für Gemüsegerichte verwendet und dort erst kurz vor dem Servieren eingerührt. Es wird auch bei der Herstellung von Margarine verwendet.

### Medizin
Bei Patienten mit Hypercholesterinämie kann Safloröl aufgrund seines hohen Gehaltes an ungesättigten Fettsäuren als diätetisches Lebensmittel in Kombination mit fettarmer Ernährung zur Prophylaxe und Behandlung von Arteriosklerose eingesetzt werden. Zudem hemmt es Enzyme der Blutgerinnung wie Thrombin und senkt so das Thromboserisiko bei Hypertriglyceridämie. Neben der Beeinflussung kardiovaskulärer Erkrankungen kann Distelöl auch bei Rheuma, Lähmungen, Verstauchungen und Quetschungen topisch angewandt werden.

### Kosmetik
Distelöl wird häufig in Hautpflegemitteln eingesetzt. Es dient als Rückfetter für Badeöle und Duschgele. Im Bereich der Augenpartie wird es als Pflegeöl verwendet, außerdem bei starker Seborrhö und Akne und bei normaler Haut mit Entzündungsneigung. Aufgrund des mattierenden Effektes wird es auch bei Mischhaut mit öliger Tendenz eingesetzt. Aus dem Öl lässt sich eine weiche Seife herstellen. In Kosmetikprodukten wird es in der Liste der Inhaltsstoffe als CARTHAMUS TINCTORIUS OLEOSOMES (INCI) angegeben.

### Technik
Safloröl ist ein langsam härtendes Öl. Die Endfestigkeit wird etwa nach 4 Wochen erreicht.
Nach zwölfstündigem Kochen entsteht eine gallertartige Masse (Afridiwachs), die als Ersatz für Leinöl zur Herstellung von Linoleum verwendet wird.
Safloröl vergilbt kaum und wird zur Herstellung von Lack, Firnis und Ölfarbe verwendet. Weitere Anwendung findet es in der Produktion von Druckfarben und Alkydharzen. Zudem wird es als Brennstoff und besonders in Indien als Schmiermittel für Leder und Seile verwendet.
Die anfängliche Härtung kann durch die Zugabe von Sikkativen beschleunigt werden. Holzinhaltsstoffe können die Trocknung verzögern. Die Anwendung im Außenbereich und auf belasteten Flächen wie Fußböden wird nicht empfohlen. Bei der Behandlung von Holz sollte das Safloröl vollständig einziehen oder wieder von der Oberfläche abgewischt werden, da sonst klebrige oder glänzende Überstände zurückbleiben können. Distelöl kann Kaseinfarben zur Verbesserung von Verarbeitbarkeit und Haftung zugemischt werden.